# 出島 (宮城県)

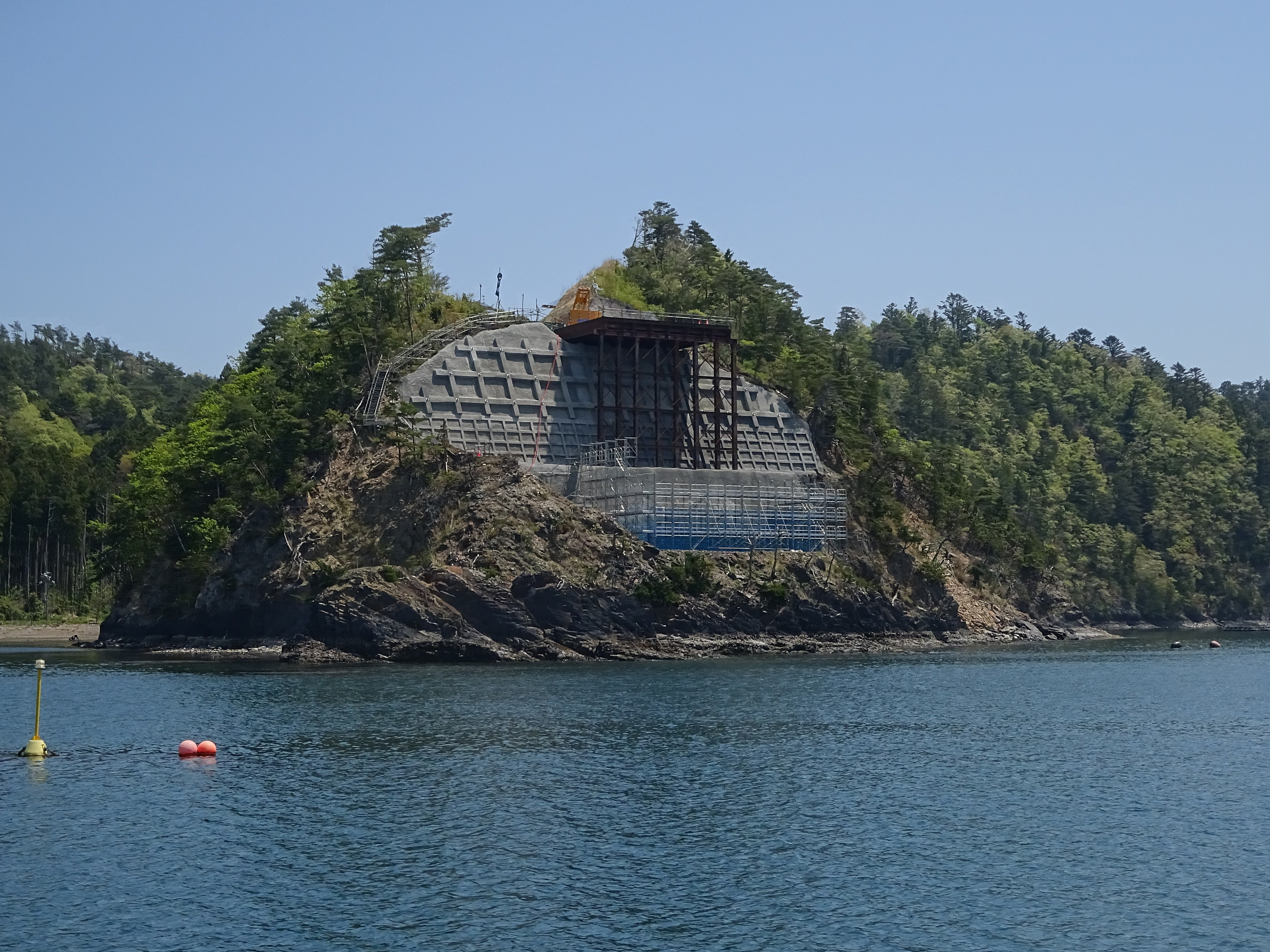
架橋工事進捗状況（出島側、2022年5月）

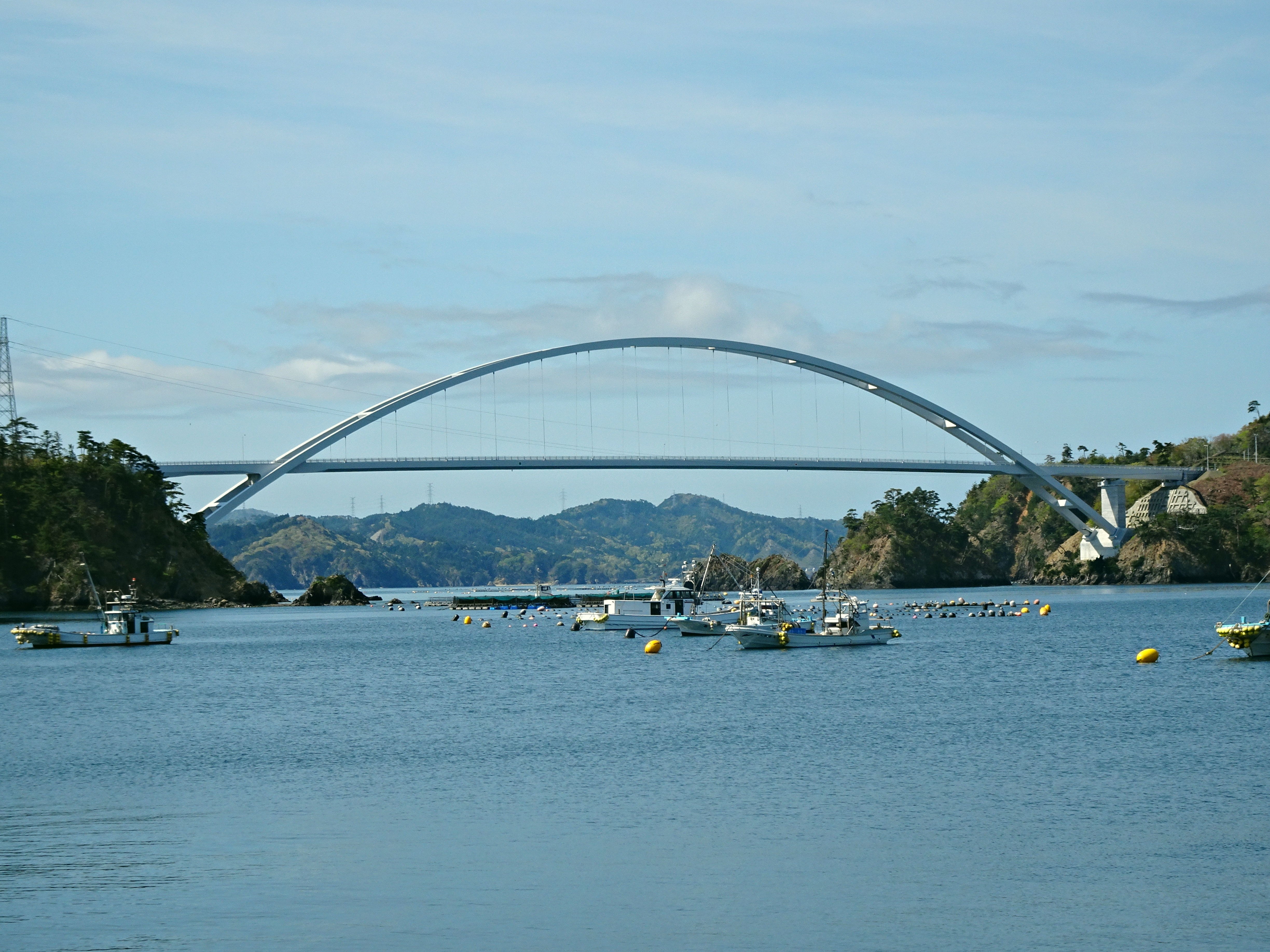
2024年に完成した出島大橋

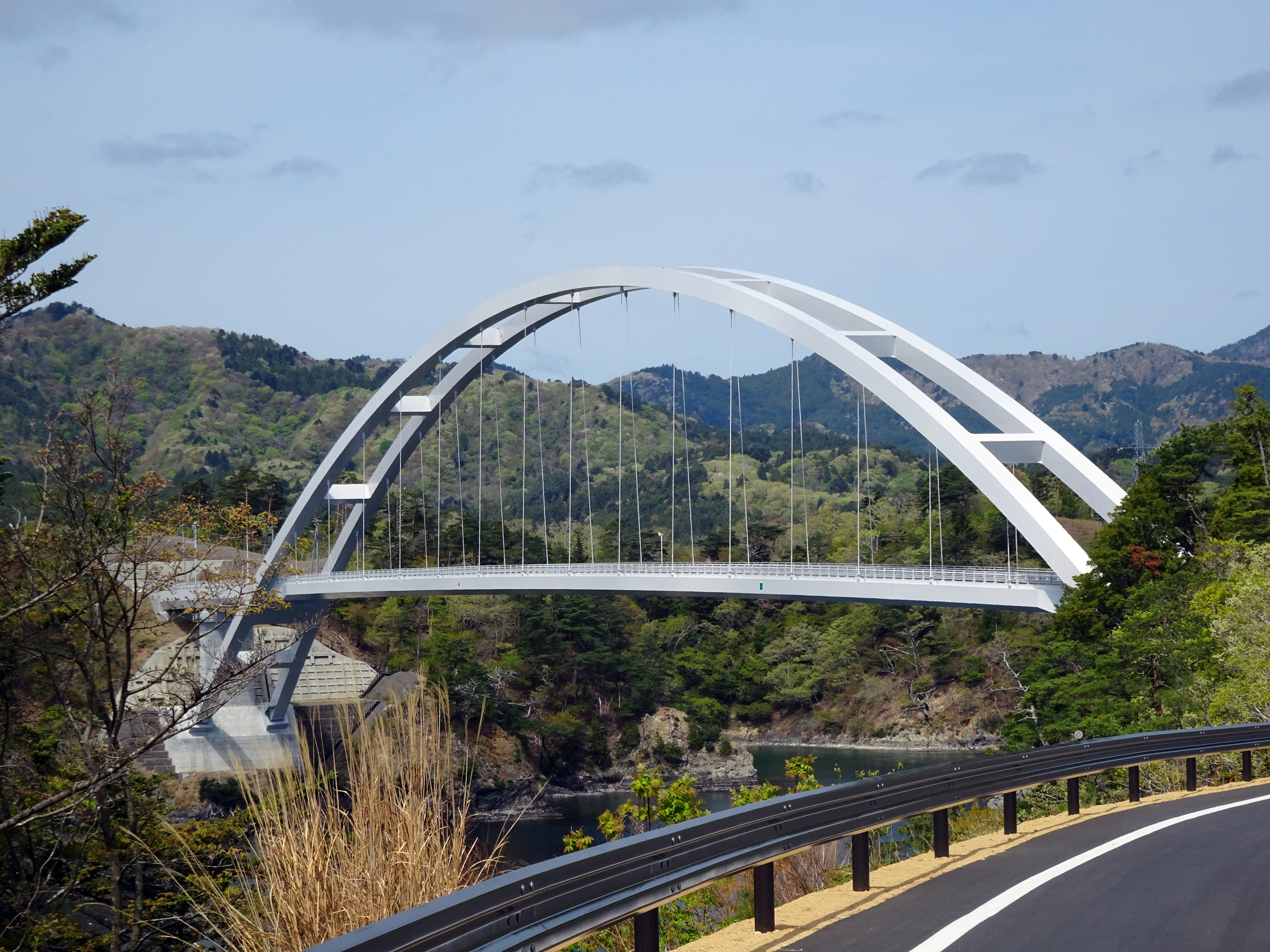
同橋

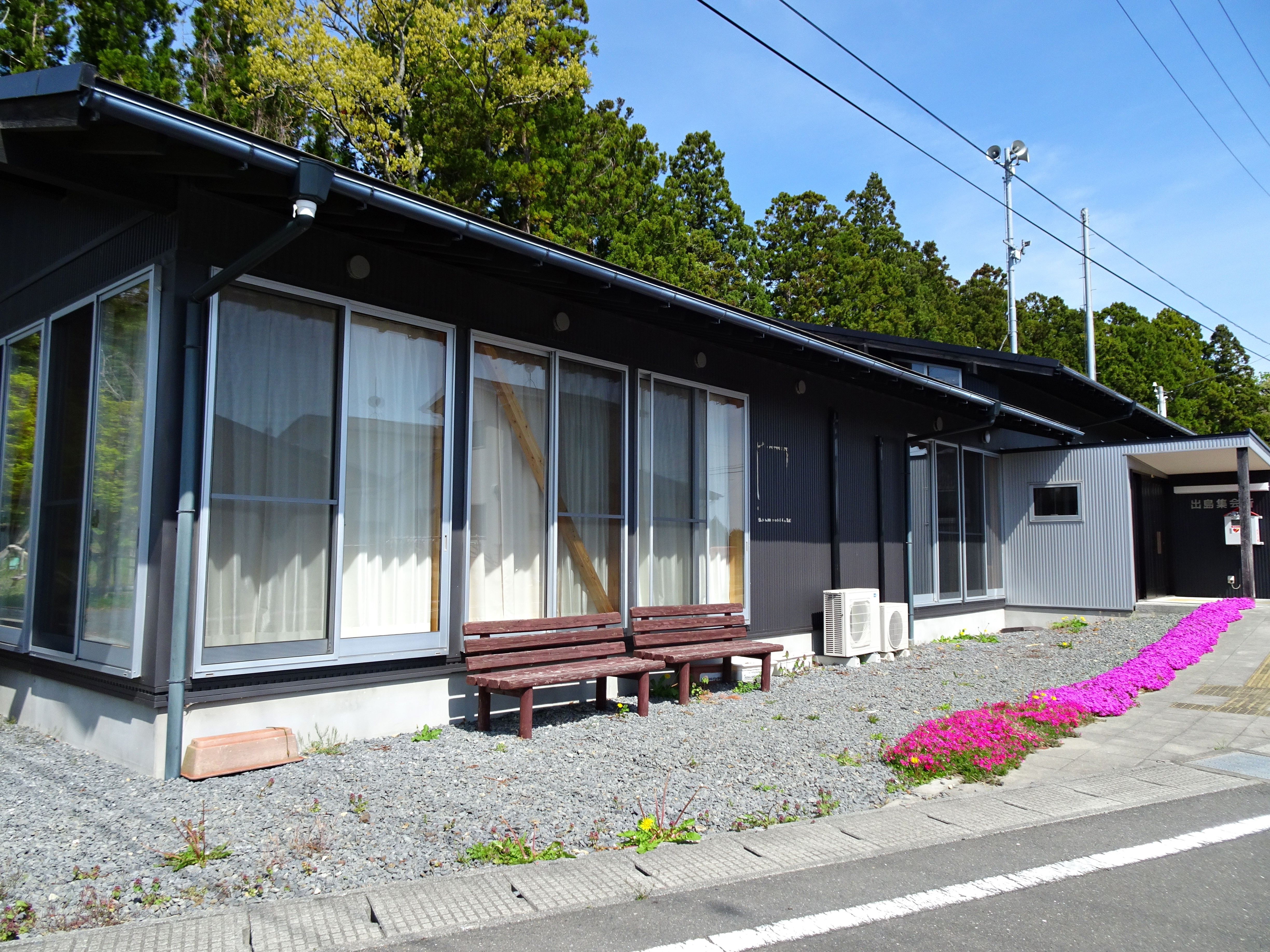
同島の集会所

出島（いずしま）は、宮城県牡鹿郡女川町に属する島。

## 地理
全島が三陸復興国立公園に指定されている。女川町中心部から見て北東にあり、本土とは最も狭い場所で300 mしか離れていない。長らく本土との架橋構想があったが、2017年より出島架橋事業が進められ、2024年12月19日に全長364 mの橋・出島大橋が開通した。
集落は、島の北部にある出島と南部の寺間のみであり、両集落の間に宮城県道217号出島線が走っている。人が古くから住み、宮城県最大規模の貝塚群がある。その中でも出島遺跡が良く知られており、考古学ロマンあふれる島である。
島の周辺は、世界三大漁場である金華山沖と呼ばれる好漁場があり、同島は女川町の漁獲量の約4分の1を占める沿岸漁業の拠点ともなっている。また、釣り客の来島も多い。
- 面積 - 2.63平方キロメートル
- 周囲 - 14キロメートル
- 標高 - 87メートル
- 人口 - 最盛期は約1800人が暮らしていたが、過疎化や後述する東日本大震災の影響などで2019年11月末時点では77人へ減少している[4]。震災当時の人口は450人[5][2]。

## 気候
黒潮の影響を受けるため、本土に比べて温暖である。雪はほとんど降らない。

## 歴史
- 縄文時代に生活が営まれた跡と推定される出島遺跡が残されている。
- 南北朝時代に創建された薬師堂がある。
- 南三陸で操業する船舶の避泊地として重宝されていた。島の開発は、始め製塩業から始まったが、燃料に使う木を伐採し過ぎたことから衰退し、漁業へと変わっていった。[6]
- 寺間は、出島から分かれた村である。出島は入江に集落が形成されたため、水に恵まれず、雨水に頼らざるを得なかったのに対し、寺間は入江から沢に向かって集落が形成されていった。[6]

### 出島の由来
出島という名称は「内陸から前方に離れ出た島」という意味で名付けられた。

## 交通
前述のように観光振興や災害時の避難道路として架橋計画があったが、計画より工事が遅れていた。その後、2017年から橋の本体工事を経て架橋工事が進展し、2024年12月19日に「出島大橋」が開通。これにより女川町中心部から車で約15分ほどで結ばれるようになった。
かつては出島港・寺間港にシーパル女川汽船による女川港・江島への高速船が発着していたが、2025年3月30日をもって両港への寄港を終了。翌3月31日からはこれに代わる公共交通として、女川駅方面と出島を結ぶ女川町民バス出島線が運行を開始した。

## 生活
- 公的機関 - 女川町の出先機関として、出島開発総合センターがある(寺間)。
- 教育機関 - なし。かつては女川町立女川第四小学校、女川町立女川第二中学校があったが、震災後に閉校（両校は同じ校地・校舎に併置され、教職員用宿舎もあった。出島と寺間の中間地点の山中にあった）。
- 震災前は、女川町立出島保育所が寺間にあった。
- 郵便局 - 出島簡易郵便局（出島）。震災による津波で建物が流出し、現在は業務休止中[10]。
- 商店 - 震災前は、寺間に1軒、出島に2軒あった。
- 食堂 - なし。
- ガソリンスタンド - なし。かつては寺間にあったが、震災による津波で建物が流出。
- 金融機関 - 宮城県漁業協同組合女川町支所出島出張所。
- 民宿 - なし。かつては1軒（出島）のみ存在していた。2017年にいったん閉鎖され、2018年3月に再開されたが、2024年8月に閉館した[11]。事業承継された後、2025年以降に再開予定[12]。
- 医療機関 - なし。女川町国民健康保険出島診療所（出島）があったが、震災による津波で建物が流出し、現在は閉鎖。現在は月に2度、女川町立病院の院長が、女川町保有の船舶で来航し、仮設住宅の集会場での問診を行っている[13]。急患は漁船または学校そばの野球場から宮城県防災航空隊ヘリで搬送[14]。
- 放送 - アナログテレビ放送については、地形の関係から直接受信に適さないが、島内に共聴施設があるため全島で良好に視聴できた。ラジオは問題なく受信できる。
- 電気・電話 - 完備している。海峡部での空中架線にて島内に供給。固定電話は「新出島交換所」が島内に存在する。また、前述の出島大橋に水道・電気・通信用の配管・配線が敷設されるため、工事後はそちらからの供給となる予定[15]。
  - 携帯電話 - NTTドコモFOMAプラスエリア対応機種の場合、出島は、本土側尾浦の対岸に当たるためエリア内、寺間には中継局が存在する。両地区内で使用が可能である。
- 水道 - 本土から海底送水しているが、老朽化が問題になっている。しかし、前述の出島大橋に水道・電気・通信用の配管が敷設されるため、工事後はそちらからの供給となり老朽化については解決の見込み[15]。
- し尿・ごみ - 全て本土に搬出。

## 名所・旧跡・観光スポット・例祭・伝承

### 名所・旧跡・観光スポット
- 出島遺跡
- 薬師堂
- 永清寺（金箔の仏像「大聖歓喜双身天」がある）
- 四子ノ崎灯台（1926年から2010年まで霧笛があった。廃止時には、北海道外唯一の霧笛だった）

### 例祭
出島では八雲神社で、寺間では厳島神社でそれぞれ毎年5月の第2・3日曜日に行われる。

### 伝承
- 獅子風流（ししふり）- 島に伝わる伝統の獅子舞で後世に残すために児童に指導をしている[2]。

## 名産品
- メバル
- ウミタナゴ
- アイナメ
- ツブ貝

## 東北地方太平洋沖地震の影響について
2011年3月11日に発生した東北地方太平洋沖地震（東日本大震災）により、島の住宅はほとんど倒壊し、ライフラインが断絶、島を襲った津波で島民25名が犠牲となった。津波の高さは20m近くあったという。住民たちは山を駆け上り、女川町立女川第四小学校、女川町立女川第二中学校へと避難した。本土との連絡手段はなかったが、島内に2台ある衛星電話のうち1台が残っていたため連絡が付き、翌日には、生き残った全島民が島外に避難することが出来た。
2港の岸壁は、地震の影響で1m近く沈下した。2011年11月現在で、島に戻ったのは100人以下である。女川港との定期船は週3日2便になり、女川町国民健康保険出島診療所は閉鎖。出島簡易郵便局や宮城県漁協女川町支所出島出張所の再開見通しも立っていない。
島の復興案について、宮城県では、出島と寺間の両集落を集約して高台に移転する案をまとめ、住民に提示した。住民は「慣れ親しんだ土地での再建をしたい」と集約･移転案への反発もあり、2014年度（平成26年度）に出島地区、2015年度（平成27年度）に寺間地区にそれぞれ災害公営住宅が完成した。

## 出島を舞台・ロケ地とした作品
- ラジオドキュメンタリー番組「明日があるさ　島の絆は消えず」- 閉校する女川町立第四小学校が舞台。2012年11月にエフエム青森などで放送[2]。